# Cabedelo
Cabedelo est une ville brésilienne du littoral de l'État de la Paraíba qui fait partie de la région métropolitaine de João Pessoa. Sa population était estimée à 49 728 habitants en 2007.

## Géographie
Elle se situe par une latitude de 06° 58' 51" sud et par une longitude de 34° 50' 02" ouest, à une altitude de 3 mètres. La municipalité s'étend sur 31 km2, le long de l'embouchure du fleuve Rio Paraíba.
La forêt nationale de Restinga de Cabedelo s'étend sur le territoire de la commune.